# Margot Albrecht

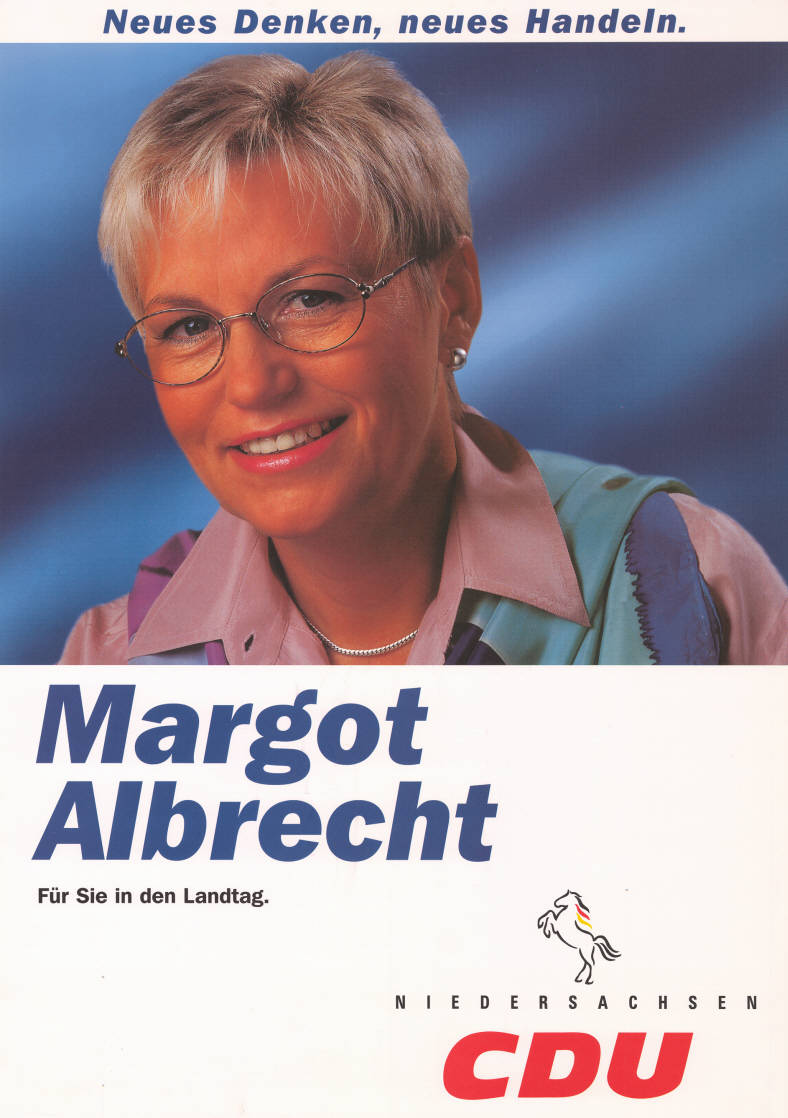
Margot Albrecht auf einem Landtagswahlplakat 1998

Margot Albrecht (* 19. Juni 1949 in Königslutter) ist eine deutsche Politikerin (CDU).
Seit 2001 war die studierte Sozialpädagogin Bürgermeisterin ihrer Heimatstadt, bevor sie am 23. Oktober 2002 für Hartwig Fischer in den niedersächsischen Landtag nachrückte. Am Ende der Wahlperiode 2003 schied sie wieder aus. Später wurde sie in den Rat ihrer Heimatstadt Königslutter gewählt, wo sie in den Ausschüssen für Stadtentwicklung, Wirtschaft und Fremdenverkehr, für Soziales und Kultur und im Verwaltungsausschuss war. Außerdem war sie Mitglied im Ortsrat der Kernstadt Königslutter.